# 1409
Portal Geschichte | Portal Biografien | Aktuelle Ereignisse | Jahreskalender | Tagesartikel

◄ |
14. Jahrhundert |
15. Jahrhundert
| 16. Jahrhundert | ►

◄ |
1370er |
1380er |
1390er |
1400er
| 1410er | 1420er | 1430er | ►

◄◄ |
◄ |
1405 |
1406 |
1407 |
1408 |
1409
| 1410 | 1411 | 1412 | 1413 | ► | ►►
Staatsoberhäupter  · Nekrolog   · Musikjahr
| Januar | Januar | Januar | Januar | Januar | Januar | Januar | Januar |
| Kw     | Mo     | Di     | Mi     | Do     | Fr     | Sa     | So     |
| 1      |        | 1      | 2      | 3      | 4      | 5      | 6      |
| 2      | 7      | 8      | 9      | 10     | 11     | 12     | 13     |
| 3      | 14     | 15     | 16     | 17     | 18     | 19     | 20     |
| 4      | 21     | 22     | 23     | 24     | 25     | 26     | 27     |
| 5      | 28     | 29     | 30     | 31     |        |        |        |
| ------ | ------ | ------ | ------ | ------ | ------ | ------ | ------ |

| Februar | Februar | Februar | Februar | Februar | Februar | Februar | Februar |
| Kw      | Mo      | Di      | Mi      | Do      | Fr      | Sa      | So      |
| 5       |         |         |         |         | 1       | 2       | 3       |
| 6       | 4       | 5       | 6       | 7       | 8       | 9       | 10      |
| 7       | 11      | 12      | 13      | 14      | 15      | 16      | 17      |
| 8       | 18      | 19      | 20      | 21      | 22      | 23      | 24      |
| 9       | 25      | 26      | 27      | 28      |         |         |         |
| ------- | ------- | ------- | ------- | ------- | ------- | ------- | ------- |

| März | März | März | März | März | März | März | März |
| Kw   | Mo   | Di   | Mi   | Do   | Fr   | Sa   | So   |
| 9    |      |      |      |      | 1    | 2    | 3    |
| 10   | 4    | 5    | 6    | 7    | 8    | 9    | 10   |
| 11   | 11   | 12   | 13   | 14   | 15   | 16   | 17   |
| 12   | 18   | 19   | 20   | 21   | 22   | 23   | 24   |
| 13   | 25   | 26   | 27   | 28   | 29   | 30   | 31   |
| ---- | ---- | ---- | ---- | ---- | ---- | ---- | ---- |

| April | April | April | April | April | April | April | April |
| Kw    | Mo    | Di    | Mi    | Do    | Fr    | Sa    | So    |
| 14    | 1     | 2     | 3     | 4     | 5     | 6     | 7     |
| 15    | 8     | 9     | 10    | 11    | 12    | 13    | 14    |
| 16    | 15    | 16    | 17    | 18    | 19    | 20    | 21    |
| 17    | 22    | 23    | 24    | 25    | 26    | 27    | 28    |
| 18    | 29    | 30    |       |       |       |       |       |
| ----- | ----- | ----- | ----- | ----- | ----- | ----- | ----- |

| Mai | Mai | Mai | Mai | Mai | Mai | Mai | Mai |
| Kw  | Mo  | Di  | Mi  | Do  | Fr  | Sa  | So  |
| 18  |     |     | 1   | 2   | 3   | 4   | 5   |
| 19  | 6   | 7   | 8   | 9   | 10  | 11  | 12  |
| 20  | 13  | 14  | 15  | 16  | 17  | 18  | 19  |
| 21  | 20  | 21  | 22  | 23  | 24  | 25  | 26  |
| 22  | 27  | 28  | 29  | 30  | 31  |     |     |
| --- | --- | --- | --- | --- | --- | --- | --- |

| Juni | Juni | Juni | Juni | Juni | Juni | Juni | Juni |
| Kw   | Mo   | Di   | Mi   | Do   | Fr   | Sa   | So   |
| 22   |      |      |      |      |      | 1    | 2    |
| 23   | 3    | 4    | 5    | 6    | 7    | 8    | 9    |
| 24   | 10   | 11   | 12   | 13   | 14   | 15   | 16   |
| 25   | 17   | 18   | 19   | 20   | 21   | 22   | 23   |
| 26   | 24   | 25   | 26   | 27   | 28   | 29   | 30   |
| ---- | ---- | ---- | ---- | ---- | ---- | ---- | ---- |

| Juli | Juli | Juli | Juli | Juli | Juli | Juli | Juli |
| Kw   | Mo   | Di   | Mi   | Do   | Fr   | Sa   | So   |
| 27   | 1    | 2    | 3    | 4    | 5    | 6    | 7    |
| 28   | 8    | 9    | 10   | 11   | 12   | 13   | 14   |
| 29   | 15   | 16   | 17   | 18   | 19   | 20   | 21   |
| 30   | 22   | 23   | 24   | 25   | 26   | 27   | 28   |
| 31   | 29   | 30   | 31   |      |      |      |      |
| ---- | ---- | ---- | ---- | ---- | ---- | ---- | ---- |

| August | August | August | August | August | August | August | August |
| Kw     | Mo     | Di     | Mi     | Do     | Fr     | Sa     | So     |
| 31     |        |        |        | 1      | 2      | 3      | 4      |
| 32     | 5      | 6      | 7      | 8      | 9      | 10     | 11     |
| 33     | 12     | 13     | 14     | 15     | 16     | 17     | 18     |
| 34     | 19     | 20     | 21     | 22     | 23     | 24     | 25     |
| 35     | 26     | 27     | 28     | 29     | 30     | 31     |        |
| ------ | ------ | ------ | ------ | ------ | ------ | ------ | ------ |

| September | September | September | September | September | September | September | September |
| Kw        | Mo        | Di        | Mi        | Do        | Fr        | Sa        | So        |
| 35        |           |           |           |           |           |           | 1         |
| 36        | 2         | 3         | 4         | 5         | 6         | 7         | 8         |
| 37        | 9         | 10        | 11        | 12        | 13        | 14        | 15        |
| 38        | 16        | 17        | 18        | 19        | 20        | 21        | 22        |
| 39        | 23        | 24        | 25        | 26        | 27        | 28        | 29        |
| 40        | 30        |           |           |           |           |           |           |
| --------- | --------- | --------- | --------- | --------- | --------- | --------- | --------- |

| Oktober | Oktober | Oktober | Oktober | Oktober | Oktober | Oktober | Oktober |
| Kw      | Mo      | Di      | Mi      | Do      | Fr      | Sa      | So      |
| 40      |         | 1       | 2       | 3       | 4       | 5       | 6       |
| 41      | 7       | 8       | 9       | 10      | 11      | 12      | 13      |
| 42      | 14      | 15      | 16      | 17      | 18      | 19      | 20      |
| 43      | 21      | 22      | 23      | 24      | 25      | 26      | 27      |
| 44      | 28      | 29      | 30      | 31      |         |         |         |
| ------- | ------- | ------- | ------- | ------- | ------- | ------- | ------- |

| November | November | November | November | November | November | November | November |
| Kw       | Mo       | Di       | Mi       | Do       | Fr       | Sa       | So       |
| 44       |          |          |          |          | 1        | 2        | 3        |
| 45       | 4        | 5        | 6        | 7        | 8        | 9        | 10       |
| 46       | 11       | 12       | 13       | 14       | 15       | 16       | 17       |
| 47       | 18       | 19       | 20       | 21       | 22       | 23       | 24       |
| 48       | 25       | 26       | 27       | 28       | 29       | 30       |          |
| -------- | -------- | -------- | -------- | -------- | -------- | -------- | -------- |

| Dezember | Dezember | Dezember | Dezember | Dezember | Dezember | Dezember | Dezember |
| Kw       | Mo       | Di       | Mi       | Do       | Fr       | Sa       | So       |
| 48       |          |          |          |          |          |          | 1        |
| 49       | 2        | 3        | 4        | 5        | 6        | 7        | 8        |
| 50       | 9        | 10       | 11       | 12       | 13       | 14       | 15       |
| 51       | 16       | 17       | 18       | 19       | 20       | 21       | 22       |
| 52       | 23       | 24       | 25       | 26       | 27       | 28       | 29       |
| 1        | 30       | 31       |          |          |          |          |          |
| -------- | -------- | -------- | -------- | -------- | -------- | -------- | -------- |

| Januar | Januar | Januar | Januar | Januar | Januar | Januar | Januar |
| Kw     | Mo     | Di     | Mi     | Do     | Fr     | Sa     | So     |
| 1      |        | 1      | 2      | 3      | 4      | 5      | 6      |
| 2      | 7      | 8      | 9      | 10     | 11     | 12     | 13     |
| 3      | 14     | 15     | 16     | 17     | 18     | 19     | 20     |
| 4      | 21     | 22     | 23     | 24     | 25     | 26     | 27     |
| 5      | 28     | 29     | 30     | 31     |        |        |        |
| ------ | ------ | ------ | ------ | ------ | ------ | ------ | ------ |

| Februar | Februar | Februar | Februar | Februar | Februar | Februar | Februar |
| Kw      | Mo      | Di      | Mi      | Do      | Fr      | Sa      | So      |
| 5       |         |         |         |         | 1       | 2       | 3       |
| 6       | 4       | 5       | 6       | 7       | 8       | 9       | 10      |
| 7       | 11      | 12      | 13      | 14      | 15      | 16      | 17      |
| 8       | 18      | 19      | 20      | 21      | 22      | 23      | 24      |
| 9       | 25      | 26      | 27      | 28      |         |         |         |
| ------- | ------- | ------- | ------- | ------- | ------- | ------- | ------- |

| März | März | März | März | März | März | März | März |
| Kw   | Mo   | Di   | Mi   | Do   | Fr   | Sa   | So   |
| 9    |      |      |      |      | 1    | 2    | 3    |
| 10   | 4    | 5    | 6    | 7    | 8    | 9    | 10   |
| 11   | 11   | 12   | 13   | 14   | 15   | 16   | 17   |
| 12   | 18   | 19   | 20   | 21   | 22   | 23   | 24   |
| 13   | 25   | 26   | 27   | 28   | 29   | 30   | 31   |
| ---- | ---- | ---- | ---- | ---- | ---- | ---- | ---- |

| April | April | April | April | April | April | April | April |
| Kw    | Mo    | Di    | Mi    | Do    | Fr    | Sa    | So    |
| 14    | 1     | 2     | 3     | 4     | 5     | 6     | 7     |
| 15    | 8     | 9     | 10    | 11    | 12    | 13    | 14    |
| 16    | 15    | 16    | 17    | 18    | 19    | 20    | 21    |
| 17    | 22    | 23    | 24    | 25    | 26    | 27    | 28    |
| 18    | 29    | 30    |       |       |       |       |       |
| ----- | ----- | ----- | ----- | ----- | ----- | ----- | ----- |

| Mai | Mai | Mai | Mai | Mai | Mai | Mai | Mai |
| Kw  | Mo  | Di  | Mi  | Do  | Fr  | Sa  | So  |
| 18  |     |     | 1   | 2   | 3   | 4   | 5   |
| 19  | 6   | 7   | 8   | 9   | 10  | 11  | 12  |
| 20  | 13  | 14  | 15  | 16  | 17  | 18  | 19  |
| 21  | 20  | 21  | 22  | 23  | 24  | 25  | 26  |
| 22  | 27  | 28  | 29  | 30  | 31  |     |     |
| --- | --- | --- | --- | --- | --- | --- | --- |

| Juni | Juni | Juni | Juni | Juni | Juni | Juni | Juni |
| Kw   | Mo   | Di   | Mi   | Do   | Fr   | Sa   | So   |
| 22   |      |      |      |      |      | 1    | 2    |
| 23   | 3    | 4    | 5    | 6    | 7    | 8    | 9    |
| 24   | 10   | 11   | 12   | 13   | 14   | 15   | 16   |
| 25   | 17   | 18   | 19   | 20   | 21   | 22   | 23   |
| 26   | 24   | 25   | 26   | 27   | 28   | 29   | 30   |
| ---- | ---- | ---- | ---- | ---- | ---- | ---- | ---- |

| Juli | Juli | Juli | Juli | Juli | Juli | Juli | Juli |
| Kw   | Mo   | Di   | Mi   | Do   | Fr   | Sa   | So   |
| 27   | 1    | 2    | 3    | 4    | 5    | 6    | 7    |
| 28   | 8    | 9    | 10   | 11   | 12   | 13   | 14   |
| 29   | 15   | 16   | 17   | 18   | 19   | 20   | 21   |
| 30   | 22   | 23   | 24   | 25   | 26   | 27   | 28   |
| 31   | 29   | 30   | 31   |      |      |      |      |
| ---- | ---- | ---- | ---- | ---- | ---- | ---- | ---- |

| August | August | August | August | August | August | August | August |
| Kw     | Mo     | Di     | Mi     | Do     | Fr     | Sa     | So     |
| 31     |        |        |        | 1      | 2      | 3      | 4      |
| 32     | 5      | 6      | 7      | 8      | 9      | 10     | 11     |
| 33     | 12     | 13     | 14     | 15     | 16     | 17     | 18     |
| 34     | 19     | 20     | 21     | 22     | 23     | 24     | 25     |
| 35     | 26     | 27     | 28     | 29     | 30     | 31     |        |
| ------ | ------ | ------ | ------ | ------ | ------ | ------ | ------ |

| September | September | September | September | September | September | September | September |
| Kw        | Mo        | Di        | Mi        | Do        | Fr        | Sa        | So        |
| 35        |           |           |           |           |           |           | 1         |
| 36        | 2         | 3         | 4         | 5         | 6         | 7         | 8         |
| 37        | 9         | 10        | 11        | 12        | 13        | 14        | 15        |
| 38        | 16        | 17        | 18        | 19        | 20        | 21        | 22        |
| 39        | 23        | 24        | 25        | 26        | 27        | 28        | 29        |
| 40        | 30        |           |           |           |           |           |           |
| --------- | --------- | --------- | --------- | --------- | --------- | --------- | --------- |

| Oktober | Oktober | Oktober | Oktober | Oktober | Oktober | Oktober | Oktober |
| Kw      | Mo      | Di      | Mi      | Do      | Fr      | Sa      | So      |
| 40      |         | 1       | 2       | 3       | 4       | 5       | 6       |
| 41      | 7       | 8       | 9       | 10      | 11      | 12      | 13      |
| 42      | 14      | 15      | 16      | 17      | 18      | 19      | 20      |
| 43      | 21      | 22      | 23      | 24      | 25      | 26      | 27      |
| 44      | 28      | 29      | 30      | 31      |         |         |         |
| ------- | ------- | ------- | ------- | ------- | ------- | ------- | ------- |

| November | November | November | November | November | November | November | November |
| Kw       | Mo       | Di       | Mi       | Do       | Fr       | Sa       | So       |
| 44       |          |          |          |          | 1        | 2        | 3        |
| 45       | 4        | 5        | 6        | 7        | 8        | 9        | 10       |
| 46       | 11       | 12       | 13       | 14       | 15       | 16       | 17       |
| 47       | 18       | 19       | 20       | 21       | 22       | 23       | 24       |
| 48       | 25       | 26       | 27       | 28       | 29       | 30       |          |
| -------- | -------- | -------- | -------- | -------- | -------- | -------- | -------- |

| Dezember | Dezember | Dezember | Dezember | Dezember | Dezember | Dezember | Dezember |
| Kw       | Mo       | Di       | Mi       | Do       | Fr       | Sa       | So       |
| 48       |          |          |          |          |          |          | 1        |
| 49       | 2        | 3        | 4        | 5        | 6        | 7        | 8        |
| 50       | 9        | 10       | 11       | 12       | 13       | 14       | 15       |
| 51       | 16       | 17       | 18       | 19       | 20       | 21       | 22       |
| 52       | 23       | 24       | 25       | 26       | 27       | 28       | 29       |
| 1        | 30       | 31       |          |          |          |          |          |
| -------- | -------- | -------- | -------- | -------- | -------- | -------- | -------- |

## Ereignisse

### Politik und Weltgeschehen

#### Frankreich

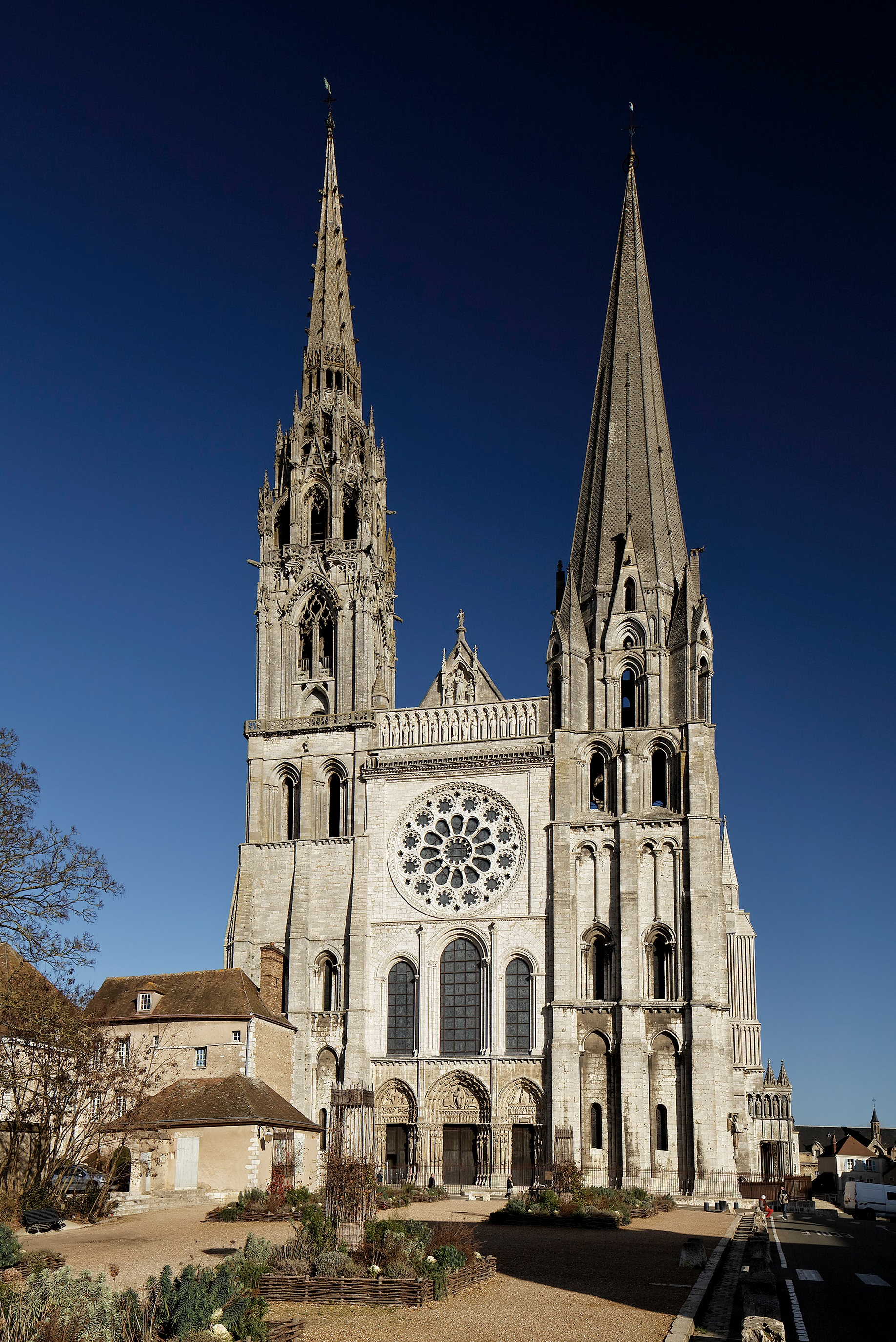
Die Kathedrale Notre Dame de Chartres

- 9. März: Der von Jean de Montaigu erarbeitete Vertrag von Chartres zwischen Charles de Valois, duc d’Orléans, und Johann Ohnefurcht, Herzog von Burgund beendet vorübergehend die Feindseligkeiten zwischen den Häusern Burgund und Orléans. Die wichtigsten der 21 Artikel sind das Eingeständnis des Herzogs von Burgund, dass er den Herzog von Orléans habe ermorden lassen und die Entschuldigung in Richtung der Kinder seines Opfers. Im Gegenzug beteuern die Söhne Ludwigs, der 18-jährige Charles und der 13-jährige Philippe, im Rahmen der Zeremonie, die in der Kathedrale von Chartres stattfindet, Johann Ohnefurcht zu vergeben, und schwören auf die Bibel, den unterzeichneten Vertrag zu respektieren. König Karl VI. von Frankreich wiederum begnadigt den Burgunder.

#### Heiliges Römisches Reich
- 16. Juli: Nach dem Abschluss eines Ehevertrages am 27. April heiratet Anton von Burgund, Herzog von Brabant, Elisabeth von Görlitz, die Erbin des Herzogtums Luxemburg. Die Ehe benötigt, da beide Partner Urenkel des böhmischen Königspaares Johann und Elisabeth sind, die kirchliche Dispens, die sowohl von Alexander V. in Pisa als auch von Benedikt XIII. in Perpignan am 17. Juli erteilt wird.

#### Sizilien / Iberische Halbinsel
- 25. Juli: Auf einem geplanten Feldzug nach Sardinien stirbt König Martin I. von Sizilien ohne legitime Nachkommen. Sein Nachfolger wird daher sein Vater Martin I. von Aragón als Martin II., der allerdings seiner Schwiegertochter Blanka von Navarra die Regentschaft im Königreich überlässt. Martin der Alte heiratet im gleichen Jahr Margarita von Prades.

#### Osteuropa
- Nach dem kinderlosen Tod von Niccolo I. Gattilusio wird sein Neffe Palamede Gattilusio, Sohn von Francesco II. Gattilusio, dem Herrscher von Lesbos, zweiter genuesischer Herr von Ainos.

#### Stadtrechte und urkundliche Ersterwähnungen
- 23. August: Der polnische König Władysław II. Jagiełło verleiht dem Ort Działoszyce das Stadtrecht nach Magdeburger Recht.
- Die Orte Adelboden, Brenzingen und Husum werden erstmals urkundlich erwähnt.
- Schloss Planegg wird erstmals erwähnt, als Herzog Wilhelm III. von Bayern weitere Besitzungen erwirbt und sie mit Planegg vereinigt.

### Wirtschaft
- In Brügge entsteht die erste europäische Börse. Der Name leitet sich von der Brügger Kaufmannsfamilie van der Burse ab (auch: ndl. beurs = Geldbeutel).

### Wissenschaft und Technik
- 18. Januar: Mit dem von dem Reformer Hieronymus von Prag maßgeblich mitgestalteten Kuttenberger Dekret verändert der böhmische König Wenzel IV., der Jahre zuvor als römischer König abgesetzt worden ist, das Stimmenverhältnis in den Gremien der Karls-Universität in Prag. Hatten seit der Gründung die Nationes der Böhmen, Bayern, Sachsen, Polen je eine Stimme, so bekommen nun die Böhmen drei Stimmen zugeteilt, während die anderen zusammen nur eine erhalten. Das Dekret hat eine Abwanderungswelle nicht-böhmischer Studenten und Professoren zur Folge und führt zum Bedeutungsverlust der Prager Universität. Unter den Abgewanderten befindet sich auch der bisherige Rektor Johannes Hoffmann von Schweidnitz. Zu seinem Nachfolger wird Jan Hus gewählt.
- 9. September: In einer Bulle genehmigt Gegenpapst Alexander V. die Errichtung der Universität Leipzig.
- 2. Dezember: Die auf Bestreben aus Prag abgewanderter deutscher Studenten gegründete Universität Leipzig wird feierlich eröffnet. Johannes Otto von Münsterberg wird zum ersten Rektor gewählt.
- Ludwig II., Herzog von Anjou, gründet die Universität Aix-Marseille.
- Die Faule Grete, eine bronzene Steinbüchse wird im Gießhaus der Marienburg vom Geschützgießer Heynrich Dumechen gegossen.

### Gesellschaft

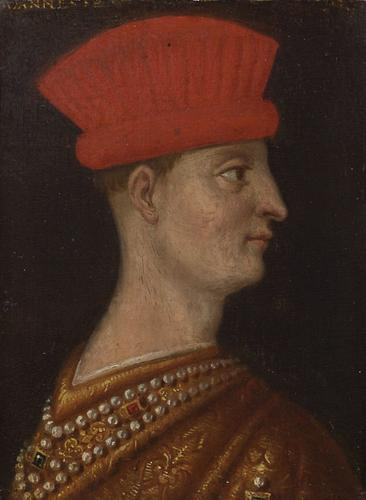
Gianfrancesco I. Gonzaga

- 22. August: Gianfrancesco I. Gonzaga, Graf von Mantua, heiratet Paola aus der in Pesaro regierenden Adelsfamilie Malatesta

### Religion

#### Christentum
- 25. März: Vier Patriarchen, 22 Kardinäle und 80 Bischöfe versammeln sich im Dom zu Pisa. Das Konzil von Pisa beginnt. Leiter der Versammlung ist Kardinal de Malesset, Bischof von Palestrina. 100 abwesende Bischöfe senden Vertretungen, zahlreiche Äbte, Ordensgeneräle und 300 Theologen repräsentieren den übrigen Klerus, mehrere europäische Fürsten senden Botschafter nach Pisa. Es ist jedoch keiner der beiden Päpste des Abendländischen Schismas anwesend.

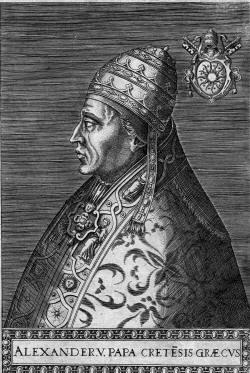
Gegenpapst Alexander V.

- 5. Juni: Das Konzil von Pisa erklärt die Päpste Gregor XII. und Benedikt XIII. für abgesetzt. Simon de Cramaud, Patriarch von Alexandria, verliest das Urteil, wonach beide überführte Schismatiker, notorische Häretiker, schuldig des Meineids und gebrochener Versprechen seien. Sie seien damit unwürdig, weiter das Amt des Papstes auszuüben, und all ihre Anordnungen und Dekrete seien null und nichtig. Der Heilige Stuhl wird für vakant erklärt und alle Gläubigen der Treue und des Gehorsams gegenüber dem einen wie dem anderen Papst losgesprochen. Dieser Schuldspruch wird einhellig mit Applaus begrüßt und das Te Deum gesungen. Am 15. Juni kommen die Kardinäle erneut zusammen, um einen neuen Papst zu wählen.
- 26. Juni: Die Kardinäle wählen Alexander V. zum Papst. Somit gibt es nunmehr drei Päpste. In Deutschland kommt es daraufhin zur Spaltung, da sich die Reichsfürsten nicht auf eine einheitliche Haltung bezüglich der Beschlüsse des Konzils einigen können.
- Johann III. und Friedrich VI., Burggrafen von Nürnberg, gründen das Kloster Langenzenn.
- Der Wormser Hof in Heidelberg wird als Stadthaus der Wormser Bischöfe erstmals erwähnt.

#### Buddhismus

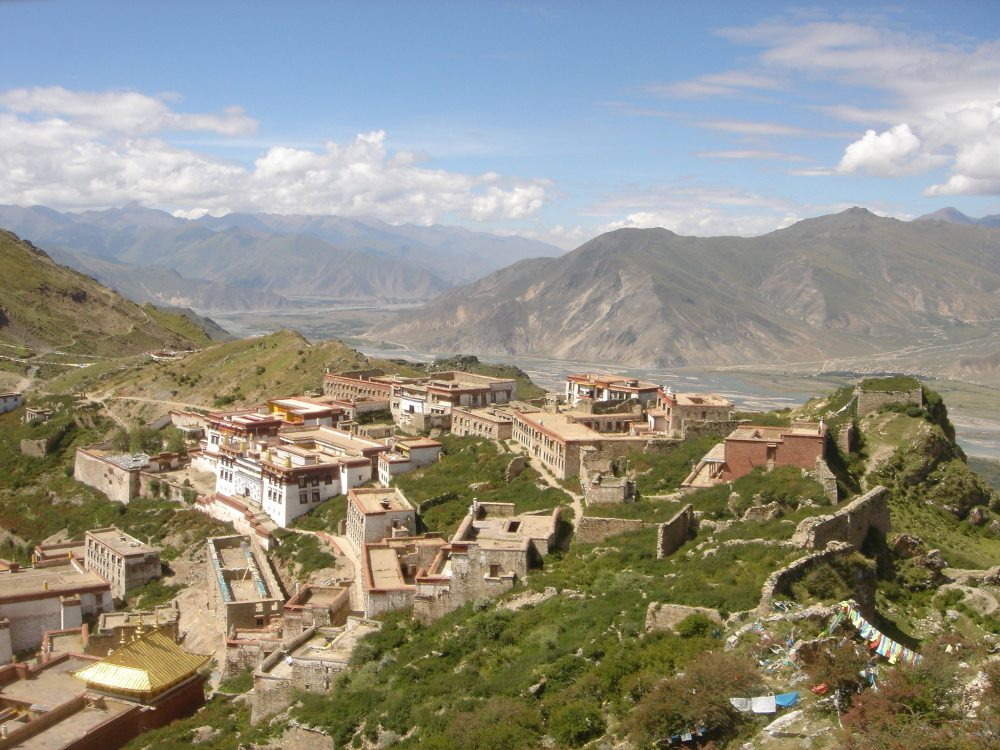
Ganden

- Tsongkhapa gründet das tibetische Kloster Ganden bei Lhasa und begründet die Tradition des Mönlam.

## Geboren

### Geburtsdatum gesichert
- 16. Januar: René I., Titularkönig von Neapel († 1480)
- 28. Februar: Elisabeth von Luxemburg, Tochter des Kaisers Sigismund und seiner Frau Barbara von Cilli († 1442)
- 02. März: Johann II., Herzog von Alençon und Graf von Le Perche († 1476)
- 19. März: Heinrich IV. von Absberg, Bischof von Regensburg († 1492)
- 29. Oktober: Alessandro Sforza, Herrscher über Pesaro († 1473)

### Genaues Geburtsdatum unbekannt
- Berardo Eroli, italienischer Kardinal († 1479)
- Konrad Gesselen, deutscher Astronom und Mathematiker, Professor an der Universität Rostock († 1469)
- Tilokarat, König von Lan Na in der Nordregion des heutigen Thailand († 1487)

### Geboren um 1409
- John Beaumont, englischer Adeliger († 1460)
- 1407/1410: Bernardo Rossellino, italienischer Bildhauer und Baumeister († 1464)
- 1409/1410: Thomas Palaiologos, byzantinischer Prinz, Despot von Morea und Fürst von Achaia († 1465)

## Gestorben

### Todesdatum gesichert
- 06. Februar: Lisa von Solms, Äbtissin im Stift Nottuln (* um 1312)
- 16. März: Ulrich II. von Radefeld, Bischof von Naumburg
- 18. März: Werner Schaler, Bischof von Basel
- 25. April: Johann von Moosburg, Bischof von Regensburg

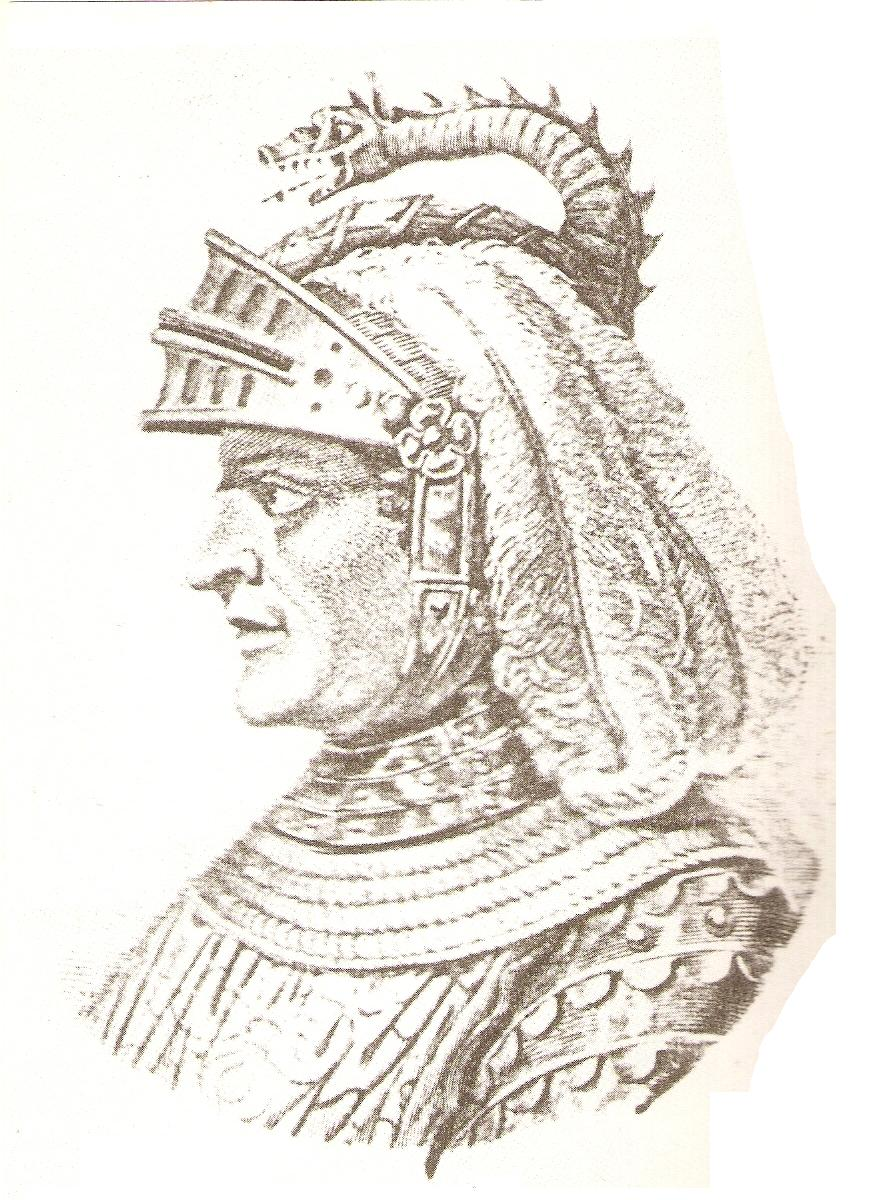
Alberico da Barbiano

- 26. April: Alberico da Barbiano, italienischer Condottiere (* 1348)
- 11. Mai: Joan Devereux, englische Adelige (* 1379)
- 22. Mai: Blanca von England, Pfalzgräfin von der Pfalz (* 1392)
- 27. Mai: Ottobuono Terzi, italienischer Adeliger und Condottiere
- 25. Juli: Martin I., König von Sizilien (* 1376)
- 13. September: Isabelle de Valois, französische Adelige, Königin von England (* 1389)
- 17. Oktober: Jean de Montaigu, französischer Adeliger, Berater der Könige Karl V. und Karl VI. (* 1363)
- 01. November: Wulfhard Wulflam, Bürgermeister von Stralsund
- 09. November: Katharina von Nürnberg, Äbtissin des Klosters Hof (* vor 1361)
- 04. Dezember: William Willoughby, englischer Peer und Politiker (* um 1370)

### Genaues Todesdatum unbekannt
- April: Francesc Eiximenis, katalanischer Franziskaner und Schriftsteller (* um 1330)
- um den 22. Juli: Agnes von Wallenroth, Äbtissin des Klosters Himmelkron
- Johann, Markgraf von Baden-Hachberg und Herr zu Höhingen
- Niccolo I. Gattilusio, Herr von Ainos (* um 1330)
- Rigdzin Gödem, Lama der Nyingma-Tradition des tibetischen Buddhismus (* 1337)
- Ruprecht I., Herzog von Liegnitz (* 1347)